# Лаушер, Реган
Реган Лаушер (нем. Regan Lauscher, 21 февраля 1980, Саскатун, Саскачеван) — канадская саночница немецкого происхождения, выступавшая за сборную Канады с 1998 года по 2010-й. Участница трёх зимних Олимпийских игр, многократная призёрша национального первенства.

## Биография
Реган Лаушер родилась 21 февраля 1980 года в городе Саскатун, провинция Саскачеван. Активно заниматься санным спортом начала в возрасте четырнадцати лет, в 1998 году прошла отбор в национальную команду и стала принимать участие в различных международных соревнованиях. В сезоне 2000/01 дебютировала на этапах взрослого Кубка мира, заняв в общем зачёте пятнадцатое место, кроме того, впервые поучаствовала в заездах взрослого чемпионата мира, показав на домашней трассе в Калгари пятнадцатый результат в женской одиночной программе и седьмой в состязаниях смешанных команд. Благодаря череде удачных выступлений удостоилась права защищать честь страны на зимних Олимпийских играх 2002 года в Солт-Лейк-Сити, где впоследствии финишировала двенадцатой.
На чемпионате мира 2003 года в латвийской Сигулде Лаушер была четырнадцатой среди одиночек и восьмой вместе со смешанной канадской командой, а после завершения всех кубковых этапов расположилась в мировом рейтинге сильнейших саночниц на десятой строке. В следующем году заняла четырнадцатое место на мировом первенстве в японском Нагано, того же результата добилась и на Кубке мира. На чемпионате мира 2005 года в американском Парк-Сити пришла к финишу девятой в одиночном разряде и шестой в командных состязаниях, тогда как в кубковом зачёте разместилась на восьмой строке. Ездила соревноваться на Олимпиаду 2006 года в Турин, показав там десятое время. Во время этих Игр по заказу компании Canadian Broadcasting Corporation вела подробный онлайн-дневник, где подробно описывала все происходящие события. Кубковый цикл этого сезона окончила на шестнадцатой строке.
В следующем сезоне спустилась в мировом рейтинге до семнадцатого места, ещё через год — до двадцатого, на чемпионате мира 2008 года в немецком Оберхофе была семнадцатой. На мировом первенстве 2009 года в американском Лейк-Плэсиде финишировала пятнадцатой, тогда как в Кубке мира добралась до двадцать третьей строки. Последним крупным международным стартом для неё стали домашние Олимпийские игры 2010 года в Ванкувере, Реган Лаушер планировала побороться здесь за медали, но в итоге смогла добраться только до пятнадцатой позиции. Сразу после этих соревнований она приняла решение завершить карьеру профессиональной спортсменки, уступив место молодым канадским саночницам. Ныне вместе с семьёй проживает в Калгари, в свободное время любит играть в волейбол и кататься на мотоцикле. Окончила Горный королевский университет и имеет учёную степень в области журналистики.